# Magyarország a 2018-as atlétikai Európa-bajnokságon
Magyarország a németországi Berlinben megrendezett 2018-as atlétikai Európa-bajnokság egyik részt vevő nemzete volt.

## Előzmények
A szintet teljesítők közül sérülés miatt nem indult Márton Anita súlylökő, Madarász Viktória gyalogló és Huszák János diszkoszvető. A gátfutó Szűcs Valdó lemondta az indulást, Mátó Sára edzője kérésére maradt ki a csapatból. 
A sportolókat segítő csapattagok: Spiriev Attila csapatvezető, Kámán Bálint és Rutkovszky Ede technikai vezetők, Dr. Kiss-Polauf Marianna orvos, Igaz Bálint, Horváth Márton és Szűts Zoltán masszőrök, Berkovics Imre, Csoma Ferenc, Karlik Pál, Németh Zsolt, Németh Roland, Pokrovenszki József, Suba László, Szabó Dezső, ifj. Tomhauser István, Varga Lőrinc, Zsivoczky-Pandel Attila, Benedek Zsolt, Kerekes László, Németh László, Dr. Urbán Ákos edzők.

## Érmesek
| Érem  | Versenyző    | Versenyszám         | Dátum        |
| ----- | ------------ | ------------------- | ------------ |
| Bronz | Halász Bence | Férfi kalapácsvetés | augusztus 7. |

## Eredmények

### Férfi
| Versenyző        | Versenyszám     | Előfutam | Előfutam | Előfutam | Elődöntő | Elődöntő | Elődöntő | Döntő   | Döntő    |
| Versenyző        | Versenyszám     | Idő      | Hely.    | Össz.    | Idő      | Hely.    | Össz.    | Idő     | Helyezés |
| ---------------- | --------------- | -------- | -------- | -------- | -------- | -------- | -------- | ------- | -------- |
| Szabó Dániel     | 100 m           | 10,64    | 7.       | 36.      | kiesett  | kiesett  | kiesett  | kiesett | kiesett  |
| Kazi Tamás       | 800 m           | 1:48,37  | 5.       | 23.      | kiesett  | kiesett  | kiesett  | kiesett | kiesett  |
| Kazi Tamás       | 1500 m          | 3:42,98  | 10.      | 18.      |          |          |          | kiesett | kiesett  |
| Kovács Benjamin  | 1500 m          | 3:54,29  | 11.      | 31.      |          |          |          | kiesett | kiesett  |
| Csere Gáspár     | maraton         |          |          |          |          |          |          | 2:19:21 | 29.      |
| Baji Balázs      | 110 m gát       | Kiemelt  | Kiemelt  | Kiemelt  | 13,41    | 2.       | 6.       | 13,55   | 8.       |
| Szeles Bálint    | 110 m gát       | 14,07    | 7.       | 15.      | kiesett  | kiesett  | kiesett  | kiesett | kiesett  |
| Koroknai Máté    | 400 m gát       | 50,70    | 4.       | 9.       | 49,77    | 5.       | 14.      | kiesett | kiesett  |
| Koroknai Tibor   | 400 m gát       | 50,34    | 2.       | 3.       | 49,24    | 5.       | 10.      | kiesett | kiesett  |
| Helebrandt Máté  | 50 km gyaloglás |          |          |          |          |          |          | Feladta | Feladta  |
| Venyercsán Bence | 50 km gyaloglás |          |          |          |          |          |          | 3:58,25 | 12.      |

| Versenyző           | Versenyszám   | Selejtező | Selejtező | Döntő    | Döntő    |
| Versenyző           | Versenyszám   | Eredmény  | Helyezés  | Eredmény | Helyezés |
| ------------------- | ------------- | --------- | --------- | -------- | -------- |
| Halász Bence        | Kalapácsvetés | 76,81 m   | 2.        | 77,36 m  |          |
| Pásztor Bence       | Kalapácsvetés | 69,66 m   | 26.       | kiesett  | kiesett  |
| Kővágó Zoltán       | Diszkoszvetés | 59,29 m   | 20.       | kiesett  | kiesett  |
| Szikszai Róbert     | Diszkoszvetés | 61,82 m   | 15.       | kiesett  | kiesett  |
| Rivasz-Tóth Norbert | Gerelyhajítás | 69,94 m   | 27.       | kiesett  | kiesett  |

### Női
| Versenyző                                             | Versenyszám     | Előfutam | Előfutam | Előfutam | Elődöntő | Elődöntő | Elődöntő | Döntő    | Döntő    |
| Versenyző                                             | Versenyszám     | Idő      | Hely.    | Össz.    | Idő      | Hely.    | Össz.    | Idő      | Helyezés |
| ----------------------------------------------------- | --------------- | -------- | -------- | -------- | -------- | -------- | -------- | -------- | -------- |
| Nguyen Anasztázia                                     | 100 m           | 11,72    | 8.       | 22.      | kiesett  | kiesett  | kiesett  | kiesett  | kiesett  |
| Nádházy Evelin                                        | 400 m           | 54,34    | 8.       | 32.      | kiesett  | kiesett  | kiesett  | kiesett  | kiesett  |
| Kéri Bianka                                           | 800 m           | 2:03,44  | 8.       | 22.      | kiesett  | kiesett  | kiesett  | kiesett  | kiesett  |
| Papp Krisztina                                        | 10 000 m        |          |          |          |          |          |          | 33:20,27 | 13.      |
| Gyurkó Fanni                                          | Maraton         |          |          |          |          |          |          | 2:47:20  | 40.      |
| Gyürkés Viktória                                      | 3000 m akadály  | 9:38,56  | 7.       | 15.      |          |          |          | 9:40,41  | 13.      |
| Kácser Zita                                           | 3000 m akadály  | 9:53,36  | 14.      | 28.      |          |          |          | kiesett  | kiesett  |
| Kerekes Gréta                                         | 100 m gát       | 13,23    | 3.       | 12.      | 13,23    | 7.       | 20.      | kiesett  | kiesett  |
| Kozák Luca                                            | 100 m gát       | Kiemelt  | Kiemelt  | Kiemelt  | 12,96    | 5.       | 12.      | kiesett  | kiesett  |
| Sorok Klaudia                                         | 100 m gát       | 13.93    | 8.       | 19.      | kiesett  | kiesett  | kiesett  | kiesett  | kiesett  |
| Nguyen Anasztázia Kaptur Éva Kerekes Gréta Kozák Luca | 4 × 100 m       | 44,15    | 6.       | 13.      |          |          |          | kiesett  | kiesett  |
| Kovács Barbara                                        | 20 km gyaloglás |          |          |          |          |          |          | 1:39:35  | 24.      |
| Récsei Rita                                           | 20 km gyaloglás |          |          |          |          |          |          | 1:42:55  | 25.      |
| Torma Anett                                           | 50 km gyaloglás |          |          |          |          |          |          | Kizárták | Kizárták |

| Versenyző    | Versenyszám   | Selejtező | Selejtező | Döntő    | Döntő    |
| Versenyző    | Versenyszám   | Eredmény  | Helyezés  | Eredmény | Helyezés |
| ------------ | ------------- | --------- | --------- | -------- | -------- |
| Gyurátz Réka | Kalapácsvetés | 69,45 m   | 8.        | 70,48 m  | 9.       |
| Orbán Éva    | Kalapácsvetés | 59,16 m   | 28.       | kiesett  | kiesett  |

| Versenyző      | Versenyszám | 100 m gát | 100 m gát | Magasugrás | Magasugrás | Súlylökés | Súlylökés | 200 m | 200 m | Távolugrás | Távolugrás | Gerelyhajítás | Gerelyhajítás | 800 m      | 800 m      | Végeredmény | Végeredmény |
| Versenyző      | Versenyszám | Idő       | Pont      | Eredmény   | Pont       | Eredmény  | Pont      | Idő   | Pont  | Eredmény   | Pont       | Eredmény      | Pont          | Idő        | Pont       | Pont        | Helyezés    |
| -------------- | ----------- | --------- | --------- | ---------- | ---------- | --------- | --------- | ----- | ----- | ---------- | ---------- | ------------- | ------------- | ---------- | ---------- | ----------- | ----------- |
| Farkas Györgyi | Hétpróba    | 13,91     | 991       | 1,76 m     | 928        | 13,96 m   | 791       | 25,56 | 836   | 5,77 m     | 780        | 45,09 m       | 765           | nem indult | nem indult | feladta     | feladta     |
| Krizsán Xénia  | Hétpróba    | 13,64     | 1030      | 1,79 m     | 966        | 13,99 m   | 793       | 25,05 | 882   | 6,24 m     | 924        | 45,45 m       | 772           | 2:07,61    | 1000       | 6367        | 7.          |